# Daewoo Royals Football Club 1985
Questa voce raccoglie le informazioni riguardanti il Daewoo Royals Football Club nelle competizioni ufficiali della stagione 1985.

## Stagione
Presentatosi ai nastri di partenza della Korean Super League come detentore del titolo, nel corso della stagione il Daewoo Royals si proporrà fra le candidate alla vittoria finale lottando, per gran parte del torneo, per la vetta della classifica. Al termine del campionato, concluso al terzo posto per via di una flessione nell'ultima parte del torneo, la squadra disputò il Campionato d'Asia per club: dopo aver superato il primo turno grazie a 14 reti complessive inflitte al Wa Seng e la fase a gironi vincendo entrambi gli incontri il programma, con una vittoria sugli indonesiani del Tiga Berlian il Daewoo Royals ebbe accesso alla finale dove incontrò i campioni sauditi dell'Al-Ahli, sconfitti in rimonta e grazie a due reti segnate durante il primo tempo supplementare.

## Maglie e sponsor
Le divise sono prodotte dall'Adidas.
| Manica sinistra · Manica sinistra · Maglietta · Maglietta · Manica destra · Manica destra · Pantaloncini · Pantaloncini · Calzettoni · Calzettoni | Manica sinistra · Manica sinistra · Maglietta · Maglietta · Manica destra · Manica destra · Pantaloncini · Calzettoni |  |

## Rosa
| N. |                          | Ruolo | Calciatore      |
| -- | ------------------------ | ----- | --------------- |
|    | Corea del Sud (bandiera) | P     | Jeong Seong-Gyo |
|    | Corea del Sud (bandiera) | P     | Kim Poong-Joo   |
|    | Corea del Sud (bandiera) | D     | Chang Woe-Ryong |
|    | Corea del Sud (bandiera) | D     | Chung Yong-Hwan |
|    | Corea del Sud (bandiera) | D     | Choi Tae-Jin    |
|    | Corea del Sud (bandiera) | D     | Jeon In-Seok    |
|    | Corea del Sud (bandiera) | D     | Kim Tae-Su      |
|    | Corea del Sud (bandiera) | D     | Lee Jae-Hee     |
|    | Corea del Sud (bandiera) | D     | Yoo Tae-Mok     |
|    | Corea del Sud (bandiera) | C     | Cho Kwang-Rae   |
|    | Corea del Sud (bandiera) | C     | Hyun Ki-Ho      |
|    | Corea del Sud (bandiera) | C     | Jeong Jong-Sik  |
|    | Corea del Sud (bandiera) | C     | Kim Ki-Yoon     |
|    | Corea del Sud (bandiera) | C     | Kim Seong-Nam   |

| N. |                          | Ruolo | Calciatore      |
| -- | ------------------------ | ----- | --------------- |
|    | Corea del Sud (bandiera) | C     | Lee Cheon-Heung |
|    | Corea del Sud (bandiera) | C     | Lee Tae-Ho      |
|    | Corea del Sud (bandiera) | C     | Park Chang-Sun  |
|    | Corea del Sud (bandiera) | C     | Yoo Jong-Wan    |
|    | Corea del Sud (bandiera) | A     | Byun Byung-Joo  |
|    | Corea del Sud (bandiera) | A     | Chung Hae-Won   |
|    | Corea del Sud (bandiera) | A     | Im Go-Seok      |
|    | Corea del Sud (bandiera) | A     | Kang Shin-Woo   |
|    | Corea del Sud (bandiera) | A     | Kim Hak-Su      |
|    | Corea del Sud (bandiera) | A     | Lee Woo-Chan    |
|    | Corea del Sud (bandiera) | A     | Park Yong-Ju    |
|    | Corea del Sud (bandiera) | A     | Park Jong-Won   |
|    | Corea del Sud (bandiera) | A     | Park Yang-Ha    |

## Risultati

### Korean Super League

#### Prima fase
| Seul 13 aprile 1985 | Daewoo Royals | 2 – 0 | Hyundai Horang-i | Dongdaemun Stadium |

| Incheon 21 aprile 1985 | POSCO Atoms | 1 – 1 | Daewoo Royals | Sungui Stadium |

| Jeonju 27 aprile 1985 | Daewoo Royals | 0 – 1 | Sangmu | Jeonju Stadium |

| Taegu 1º maggio 1985 | Daewoo Royals | 1 – 1 | Lucky-Goldstar Hwangso | Daegu Civil Stadium |

| Masan 12 maggio 1985 | Daewoo Royals | 0 – 0 | Hanil Bank | Masan Stadium |

| Uijeongbu 17 maggio 1985 | Hallelujah Eagles | 0 – 0 | Daewoo Royals | Uijeongbu Stadium |

| Gyeongju 28 maggio 1985 | Daewoo Royals | 2 – 1 | Yukong Elephants | Gyeongju Civic Stadium |

#### Seconda fase
| Uijeongbu 19 maggio 1985 | Hyundai Horang-i | 1 – 2 | Daewoo Royals | Uijeongbu Stadium |

| Gangneung 22 giugno 1985 | Daewoo Royals | 2 – 3 | POSCO Atoms | Gangneung Stadium |

| Gangneung 26 giugno 1985 | Daewoo Royals | 1 – 2 | Sangmu | Gangneung Stadium |

| Pohang 30 giugno 1985 | Lucky-Goldstar Hwangso | 0 – 1 | Daewoo Royals | Pohang Stadium |

| Pusan 2 luglio 1985 | Daewoo Royals | 2 – 3 | Hanil Bank | Busan Gudeok Stadium |

| Uijeongbu 7 luglio 1985 | Daewoo Royals | 0 – 0 | Hallelujah Eagles | Uijeongbu Stadium |

| Seul 13 luglio 1985 | Yukong Elephants | 0 – 1 | Daewoo Royals | Hyochang Stadium |

#### Terza fase
| Incheon 25 agosto 1985 | Hyundai Horang-i | 1 – 0 | Daewoo Royals | Sungui Stadium |

| Seul 28 agosto 1985 | Daewoo Royals | 0 – 1 | POSCO Atoms | Dongdaemun Stadium |

| Cheongju 1º settembre 1985 | Daewoo Royals | 4 – 3 | Sangmu | Cheongju Stadium |

| Gumi 8 settembre 1985 | Lucky-Goldstar Hwangso | 1 – 1 | Daewoo Royals | Gumi Civil Stadium |

| Gumi 11 settembre 1985 | Hallelujah Eagles | 0 – 2 | Daewoo Royals | Gumi Civil Stadium |

| Ulsan 14 settembre 1985 | Daewoo Royals | 1 – 0 | Hanil Bank | Ulsan Complex Stadium |

| Incheon 22 settembre 1985 | Yukong Elephants | 0 – 1 | Daewoo Royals | Sungui Stadium |

### Korean Super League
| Pusan 9 novembre 1985 Primo turno - Andata                                                                    | Daewoo Royals | 9 – 0 | Wa Seng | Busan Gudeok Stadium |
| \| \| \| \| \| Lee Tae-Ho Chung Hae-Won Kim Hak-Su Cho Kwang-Rae Hyun Ki-Ho Park Chang-Sun \| Marcatori \| \| |               |       |         |                      |
| |               |       |         |                      |
| Lee Tae-Ho Chung Hae-Won Kim Hak-Su Cho Kwang-Rae Hyun Ki-Ho Park Chang-Sun                                   | Marcatori     |       |         |                      |

| Pusan 11 novembre 1985 Primo turno - ritorno                                                                | Daewoo Royals | 5 – 1 | Wa Seng | Busan Gudeok Stadium |
| \| \| \| \| \| Kim Hak-Su Lee Cheon-Heung Kang Shin-Woo Chung Yong-Hwan Byun Byung-Joo \| Marcatori \| ? \| |               |       |         |                      |
| |               |       |         |                      |
| Kim Hak-Su Lee Cheon-Heung Kang Shin-Woo Chung Yong-Hwan Byun Byung-Joo                                     | Marcatori     | ?     |         |                      |

| Gedda 21 gennaio 1986 Fase a gironi - 1ª giornata                        | Daewoo Royals | 3 – 1 | Bangkok Bank |  |
| \| \| \| \| \| Lee Tae-Ho 8’, 36’ Chung Hae-Won 35’ \| Marcatori \| ? \| |               |       |              |  |
|                                                                          |               |       |              |  |
| Lee Tae-Ho 8’, 36’ Chung Hae-Won 35’                                     | Marcatori     | ?     |              |  |

| Gedda 25 gennaio 1986 Fase a gironi - 2ª giornata | Daewoo Royals | 1 – 0 | Al-Ittihad Aleppo |  |
| \| \| \| \| \| Lee Tae-Ho \| Marcatori \| \|      |               |       |                   |  |
|                                                   |               |       |                   |  |
| Lee Tae-Ho                                        | Marcatori     |       |                   |  |

| Gedda 26 gennaio 1986 Semifinali                                                         | Daewoo Royals | 3 – 0 | Tiga Berlian |  |
| \| \| \| \| \| Chung Hae-Won 27’ Byun Byung-Joo 37’ Kang Shin-Woo 43’ \| Marcatori \| \| |               |       |              |  |
|                                                                                          |               |       |              |  |
| Chung Hae-Won 27’ Byun Byung-Joo 37’ Kang Shin-Woo 43’                                   | Marcatori     |       |              |  |

| Gedda 29 gennaio 1986 Finale                                                                             | Daewoo Royals | 3 – 1 (d.t.s.)  | Al-Ahli |  |
| \| \| \| \| \| Byun Byung-Joo 75’ Park Yang-Ha 98’ Kang Shin-Woo 100’ \| Marcatori \| 16’ Talal Subhi \| |               |                 |         |  |
| |               |                 |         |  |
| Byun Byung-Joo 75’ Park Yang-Ha 98’ Kang Shin-Woo 100’                                                   | Marcatori     | 16’ Talal Subhi |         |  |

## Statistiche

### Statistiche di squadra
| Competizione        | Punti | Totale | Totale | Totale | Totale | Totale | Totale | DR  |
| Competizione        | Punti | G      | V      | N      | P      | Gf     | Gs     | DR  |
| ------------------- | ----- | ------ | ------ | ------ | ------ | ------ | ------ | --- |
| Korean Super League | 25    | 21     | 9      | 7      | 5      | 22     | 16     | +6  |
| Campionato d'Asia   | -     | 6      | 6      | 0      | 0      | 23     | 3      | +20 |
| Totale              | -     | 27     | 17     | 7      | 5      | 45     | 19     | +26 |

### Statistiche dei giocatori
| Giocatore       | Korean Super League | Korean Super League | Korean Super League | Korean Super League | Campionato d'Asia | Campionato d'Asia | Campionato d'Asia | Campionato d'Asia | Totale   | Totale | Totale      | Totale     |
| Giocatore       | Presenze            | Reti                | Ammonizioni         | Espulsioni          | Presenze          | Reti              | Ammonizioni       | Espulsioni        | Presenze | Reti   | Ammonizioni | Espulsioni |
| --------------- | ------------------- | ------------------- | ------------------- | ------------------- | ----------------- | ----------------- | ----------------- | ----------------- | -------- | ------ | ----------- | ---------- |
| Byun Byung-Joo  | 4                   | 1                   | 0                   | 0                   | ?                 | 3                 | ?                 | ?                 | 4+       | 4      | 0+          | 0+         |
| Chang Woe-Ryong | 20                  | 0                   | 3                   | 0                   | ?                 | 0                 | ?                 | ?                 | 20+      | 0      | 3+          | 0+         |
| Cho Kwang-Rae   | 5                   | 0                   | 1                   | 0                   | ?                 | 1                 | ?                 | ?                 | 5+       | 1      | 1+          | 0+         |
| Chung Hae-Won   | 17                  | 7                   | 1                   | 1                   | ?                 | 4                 | ?                 | ?                 | 17+      | 11     | 1+          | 1+         |
| Chung Yong-Hwan | 2                   | 0                   | 0                   | 0                   | ?                 | 0                 | ?                 | ?                 | 2+       | 0      | 0+          | 0+         |
| Hyun Ki-Ho      | 18                  | 2                   | 0                   | 0                   | ?                 | 1                 | ?                 | ?                 | 18+      | 3      | 0+          | 0+         |
| Jeon In-Seok    | 13                  | 0                   | 1                   | 0                   | ?                 | 0                 | ?                 | ?                 | 13+      | 0      | 1+          | 0+         |
| Jeong Jong-Sik  | 1                   | 0                   | 0                   | 0                   | ?                 | 0                 | ?                 | ?                 | 1+       | 0      | 0+          | 0+         |
| Kang Shin-Woo   | ?                   | ?                   | ?                   | ?                   | ?                 | 1                 | ?                 | ?                 | ?        | 1+     | ?           | ?          |
| Kim Hak-Su      | ?                   | ?                   | ?                   | ?                   | ?                 | 3                 | ?                 | ?                 | ?        | 3+     | ?           | ?          |
| Kim Ki-Yoon     | 16                  | 0                   | 0                   | 1                   | ?                 | 0                 | ?                 | ?                 | 16+      | 0      | 0+          | 1+         |
| Kim Poong-Joo   | 21                  | -16                 | 1                   | 0                   | ?                 | -?                | ?                 | ?                 | 21+      | -16+   | 1+          | 0+         |
| Kim Seong-Nam   | 3                   | 0                   | 0                   | 0                   | ?                 | 0                 | ?                 | ?                 | 3+       | 0      | 0+          | 0+         |
| Kim Tae-Su      | 5                   | 0                   | 0                   | 0                   | ?                 | 0                 | ?                 | ?                 | 5+       | 0      | 0+          | 0+         |
| Im Go-Seok      | 13                  | 2                   | 0                   | 0                   | ?                 | 0                 | ?                 | ?                 | 13+      | 2      | 0+          | 0+         |
| Lee Cheon-Heung | 10                  | 0                   | 0                   | 0                   | ?                 | 1                 | ?                 | ?                 | 10+      | 1      | 0+          | 0+         |
| Lee Jae-Hee     | 1                   | 0                   | 0                   | 0                   | ?                 | 0                 | ?                 | ?                 | 1+       | 0      | 0+          | 0+         |
| Lee Tae-Hoo     | 5                   | 4                   | 0                   | 0                   | ?                 | 5                 | ?                 | ?                 | 5+       | 9      | 0+          | 0+         |
| Lee Woo-Chan    | 9                   | 2                   | 2                   | 0                   | ?                 | 0                 | ?                 | ?                 | 9+       | 2      | 2+          | 0+         |
| Park Chang-Sun  | 5                   | 0                   | 1                   | 0                   | ?                 | 1                 | ?                 | ?                 | 5+       | 1      | 1+          | 0+         |
| Park Jong-Won   | 3                   | 0                   | 0                   | 0                   | ?                 | 0                 | ?                 | ?                 | 3+       | 0      | 0+          | 0+         |
| Park Yang-Ha    | ?                   | ?                   | ?                   | ?                   | ?                 | 1                 | ?                 | ?                 | ?        | 1+     | ?           | ?          |
| Park Yong-Ju    | 10                  | 0                   | 0                   | 0                   | ?                 | 0                 | ?                 | ?                 | 10+      | 0      | 0+          | 0+         |
| Yoo Jong-Wan    | 2                   | 0                   | 0                   | 0                   | ?                 | 0                 | ?                 | ?                 | 2+       | 0      | 0+          | 0+         |
| Yoo Tae-Mok     | 9                   | 0                   | 0                   | 0                   | ?                 | 0                 | ?                 | ?                 | 9+       | 0      | 0+          | 0+         |